# Ямабэ-но Акахито
Ямабэ-но Акахито или Ямабэ Акахито (яп. 山部 赤人 или 山邊 赤人) —  поэт  Японии первой половины VIII века.

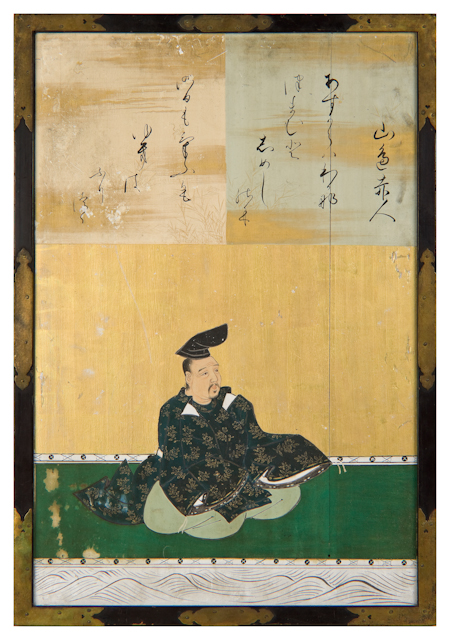
Ямабэ-но Акахито

Был придворным поэтом и состоял в свите императора Сёму, вместе с которым совершал путешествия по стране между 724 и 736 годами.
В собрание Манъёсю включены 13 тёка («длинных стихотворений») и 37 танка («коротких стихотворений») Акахито.
Считался мастером пейзажной лирики и наряду с Хитомаро причислен к поэтам ками. Акахито также включён в список «36-ти бессмертных поэтов».
Вот образец его поэзии из собрания Хякунин иссю:
Домой иду я

покинув берег Таго,

и что же вижу?

Уже вершину Фудзи

окутал снег блестящий!